# Barry Goudreau
Barry Goudreau (né le 29 novembre 1951) est un musicien, surtout connu comme l'un des guitaristes originaux du groupe de hard rock américain Boston .

## Boston
À l'université, la bande de Goudreau portait le nom de Mother's Milk, qui comprenait également Tom Scholz et Brad Delp. Goudreau a travaillé avec Scholz et Delp dès 1969 sur une première série de bandes de démonstration, où il a joué tout le rythme et le travail de la guitare solo. Ces premières tentatives pour attirer l'intérêt de l'étiquette n'a pas réussi.
Le groupe avait enregistré une démo et l'apportèrent à New York pour négocier un contrat d'enregistrement. Goudreau raconte : « Je me souviens assis dans les salles d'attente, pas en mesure d'aller au-delà de la réceptionniste. Je pense que ce sont ces années de rejet constant qui ont conduit Tom à continuer à affiner les chansons et les enregistrements à un point où ils ne pouvaient plus être niés ».
Plus tard, Scholz retravailla et ré-enregistra certains de ces morceaux de et écrit plusieurs nouvelles chansons pour une deuxième série de bandes démos. Cette deuxième série de démos a permis d'obtenir un contrat d'enregistrement avec Epic Records.

## Discographie

### Avec le groupe Boston
- Boston (1976)
- Don't Look Back (1978)

### Solo
- Barry Goudreau (1980)